# Dongdaemun Design Plaza
Inauguré en mars 2014, le Dongdaemun Design Plaza, ou DDP, est un gigantesque complexe multifonctions situé à Séoul, en Corée du Sud, dans le quartier branché et touristique situé près de la porte Dongdaemun. À la fois temple du design, centre de congrès et pôle de divertissement, l'édifice est un symbole majeur du développement urbain de la capitale sud-coréenne.

## Principales caractéristiques
Construit sur le terrain d'un ancien stade de baseball, son apparence néofuturiste présente de puissantes formes courbes et allongées caractéristiques de l'œuvre de son architecte, Zaha Hadid. À la fois temple du design et centre de congrès et de divertissement, il abrite huit salles d'exposition, des amphithéâtres, des espaces de conférence, des boutiques proposant des œuvres de designers ainsi que des laboratoires de création qui servent de bancs d'essai pour la commercialisation de nouveaux produits. Conçu sur quatre étages et trois sous-sols, il abrite également des festivals et des concerts,.
L'édifice, qui a coûté près de 500 millions de dollars et que le New York Times a comparé à « un vaisseau spatial argenté », est situé au cœur du pôle de la mode et d'une destination touristique populaire de la Corée du Sud : Dongdaemun. Il est divisé en quatre parties principales : Art Hall, Design Lab, Parc et Musée. Des expositions d'art coréen sont ėgalement visibles au second étage et l'on peut se promener sur son toit végétalisé,.
Le DDP a permis à Séoul de devenir la Capitale mondiale du design en 2010. Débutée en 2009, la construction a été officiellement inaugurée le 21 mars 2014. Elle est connectée directement au métro de Séoul via la station Dongdaemun History & Culture Park, sur les lignes 2, 4 et 5.